# Biblioteca Pública Provincial de Granada
La Biblioteca Pública del Estado - Biblioteca Provincial de Granada se encuentra en la calle Profesor Sáinz Cantero 4, Granada, España.

## Descripción
Es un edificio de planta rectangular asentado sobre una trama límite entre la ciudad antigua y el desarrollo urbano de finales del siglo XX. Se trata de un edificio exento, entre calles con diferencia de cota y dos jardines adosados en las caras SE y NE.
Al exterior un cerramiento duro y opaco se apoya en un zócalo transparente que crece en las esquinas y los accesos.
El interior se desarrolla en anillos concéntricos, alternando las entradas de luz que van iluminando cenitalmente el interior, con las líneas opacas que corresponden con las zonas de almacenamiento de libros, creando un discurrir laberíntico dentro de la biblioteca. En el espacio central del edificio aparecen cuatro vacíos de vidrio en las esquinas, que introducen el exterior en las salas de lectura, quedando en el centro unos pilares monumentales que se ramifican en cuatro para soportar las cargas de la planta alta.